# برداشت
هر برداشت (به انگلیسی: Take) یک اجرای ضبط‌شدهٔ پیوسته است. این اصطلاح در سینما و موسیقی رایج است.

## سینما
در فیلم‌برداریِ سینمایی هر نسخهٔ ضبط‌شده از یک نما را یک برداشت می‌شناسند.

## موسیقی
در موسیقی هر بار کوشش برای ضبطِ یک قطعه را یک برداشت می‌نامند.